# Prainha (Arraial do Cabo)
A Prainha é uma praia do município de Arraial do Cabo, no estado do Rio de Janeiro. Localizada na região conhecida como Região dos Lagos, tradicional destino de veraneio dos cariocas, é uma praia de 900 metros de extensão, com águas calmas pela configuração e baixo índice pluviométrico por causa da grande quantidade de ventos. Tem vista para o município de Cabo Frio e Búzios.